# کوئیچی ایواکی
کوئیچی ایواکی (انگلیسی: Koichi Iwaki؛ زادهٔ ۲۱ مارس ۱۹۵۱) هنرپیشه اهل ژاپن است. او جایزه بهترین بازیگر را در هشتمین دوره جشنواره فیلم یوکوهاما دریافت کرد.